# Sosoliso Airlines
Sosoliso Airlines era una aerolínea que realiza vuelos nacionales programados en Nigeria. Tenía su sede en Ikeja, Estado de Lagos. Fue creada en 1994 e inició operaciones en julio de 2000. Cesó sus operaciones en 2007. 
Sosoliso Airlines operaba rutas desde Enugu, Port Harcourt, Owerri, Abuya y Lagos.

## Historia
Se estableció en 1994 y comenzó a operar en julio de 2000. En 2005  el Vuelo 1145 de Sosoliso Airlines se estrelló y tuvo más de 100 muertos. El gobierno de Nigeria fijó un plazo para el 30 de abril de 2007 para todas las aerolíneas que operan en el país para recapitalizarse o estar en tierra, en un esfuerzo por garantizar mejores servicios y seguridad. Siete aerolíneas no cumplieron con la fecha límite y, como resultado, no se les permitiría volar en el espacio aéreo de Nigeria con efecto a partir del 30 de abril de 2007. Estas fueron: ADC Airlines, Fresh Air, Sosoliso Airlines, Albarka Air, Chrome Air Service, Dasab Airlines y Space World Airline. Las aerolíneas afectadas solo volarían cuando satisficieran a la Autoridad de Aviación Civil de Nigeria.

## Códigos
- Código ICAO: OSL
- Código de llamada: Sosoliso

## Flota
La página web de Sosoliso Airlines informaba que ella operaba cuatro aviones, un McDonnell Douglas MD-81 y tres McDonnell Douglas DC-9.

## Accidentes
El 10 de diciembre de 2005, el Vuelo 1145 de Sosoliso Airlines entre Abuya y Port Harcourt se estrelló con 110 personas a bordo, produciendo 103 víctimas fatales y 7 heridos.